# Vasca corta
Per vasca corta si intende una piscina lunga 25 m (anche detta semi-olimpica). Per competizioni natatorie in vasca corta si intendono tutte quelle gare che sono disputate utilizzando piscine di queste dimensioni.

## Competizioni natatorie in vasca corta
- Campionati mondiali di nuoto in vasca corta
- Campionati europei di nuoto in vasca corta
- Coppa del mondo
- International Swimming League